# Vällingbydepån

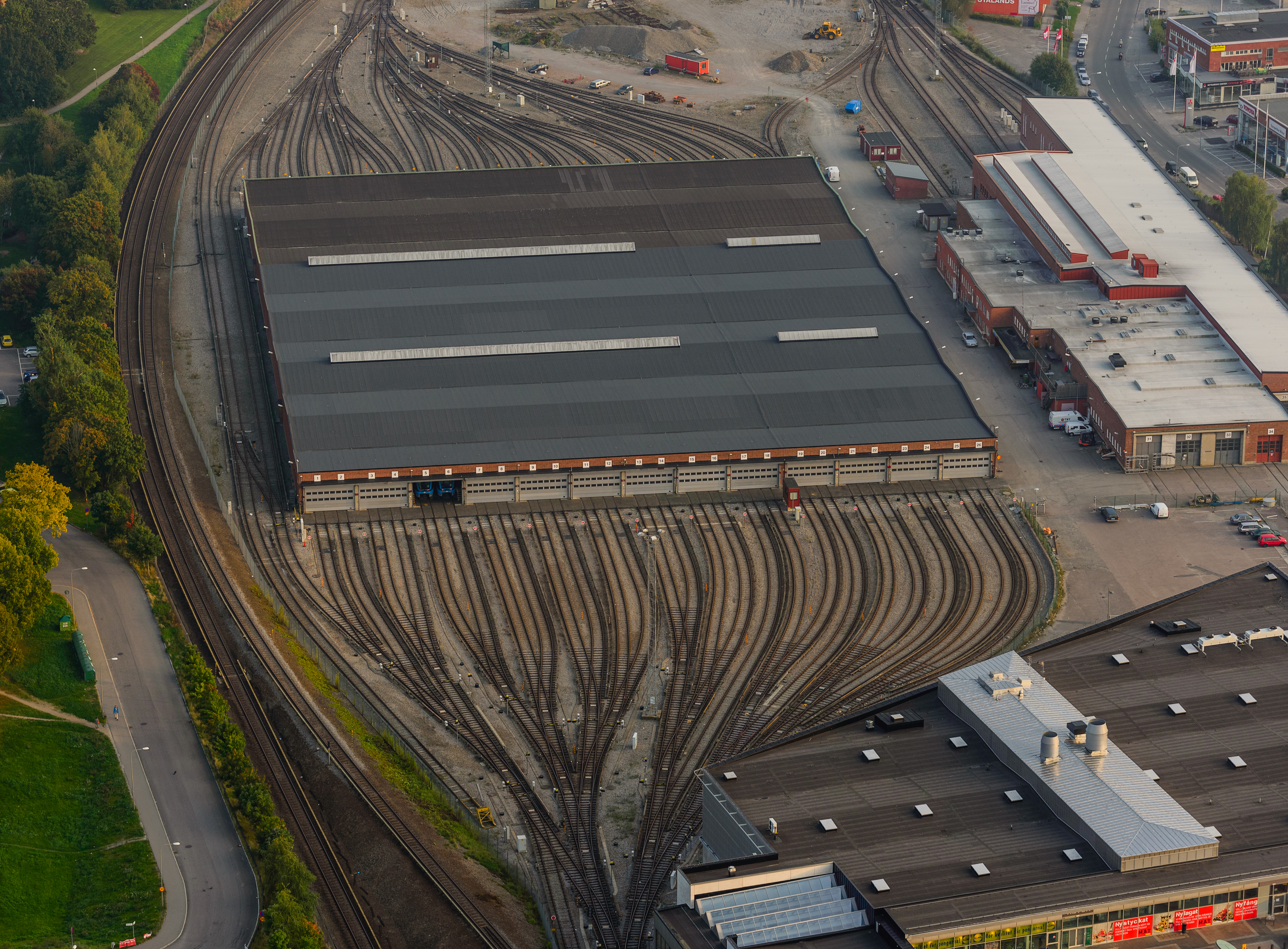
Vällingbydepån

Vällingbydepån är en av Stockholms tunnelbanas vagnhallar. Den är belägen nära Vällingby centrum, men i stadsdelen Råcksta, Västerort inom Stockholms kommun.
Den togs i bruk i november 1952 i samband med att tunnelbanan Hötorget-Vällingby invigdes och hette då Spångahallen. Det numera kanske något märkliga namnet kom av att Vällingby låg inom det område (Spånga kommun) som bara fyra år tidigare, 1949, hade inkorporerats med Stockholms stad.